# 351 (numero)
Trecentocinquantuno (351) è il numero naturale dopo il 350 e prima del 352.

## Proprietà matematiche
- È un numero dispari.
- È un numero composto.
- È un numero difettivo.
- È un numero di Harshad (in base 10), cioè è divisibile per la somma delle sue cifre.
- È la somma di due cubi, 351 = 23 + 73.
- È un numero triangolare.
- È un termine della successione di Padovan.
- È un numero congruente.
- È parte delle terne pitagoriche (132, 351, 375), (135, 324, 351), (280, 351, 449), (351, 468, 585), (351, 720, 801), (351, 1560, 1599), (351, 2268, 2295), (351, 4732, 4745), (351, 6840, 6849), (351, 20532, 20535), (351, 61600, 61601).

## Convenzioni

### Telefonia
- È il codice dei Prefissi telefonici internazionali per il Portogallo.

## Astronomia
- 351P/Wiegert-PANSTARRS è una cometa periodica del sistema solare.
- 351 Yrsa è un asteroide della fascia principale del sistema solare.

## Astronautica
- Cosmos 351 è un satellite artificiale russo.